# Vincent Mathias
Pour les articles homonymes, voir Mathias.
Vincent Mathias est un directeur de la photographie français, né le 7 octobre 1967 à Paris.

## Filmographie
- 1997 : Mektoub de Nabil Ayouch
- 2000 : In extremis d'Étienne Faure
- 2001 : Grégoire Moulin contre l'humanité d'Artus de Penguern
- 2001 : Ali Zaoua prince de la rue de Nabil Ayouch
- 2002 : Irène d'Ivan Calbérac
- 2003 : La Beuze de François Desagnat et Thomas Sorriaux
- 2005 : Les Parrains de Frédéric Forestier
- 2005 : Trouble d'Harry Cleven
- 2006 : Poltergay d'Éric Lavaine
- 2006 : Président de Lionel Delplanque
- 2008 : 15 ans et demi de François Desagnat et Thomas Sorriaux
- 2008 : Whatever Lola Wants de Nabil Ayouch
- 2009 : Une affaire d'État d'Éric Valette
- 2009 : Les Héritières d'Harry Cleven
- 2010 : Le Nom des gens de Michel Leclerc
- 2010 : Captifs de Yann Gozlan
- 2011 : La Proie d'Éric Valette
- 2012 : La Clinique de l'amour d'Artus de Penguern
- 2013 : 9 mois ferme d'Albert Dupontel
- 2013 : L'Autre Vie de Richard Kemp de Germinal Alvarez
- 2014 : Qu'est-ce qu'on a fait au Bon Dieu ? de Philippe de Chauveron
- 2015 : L'Étudiante et Monsieur Henri d'Ivan Calbérac
- 2016 : Débarquement immédiat de Philippe de Chauveron
- 2017 : Au revoir là-haut d'Albert Dupontel
- 2018 : L'Extraordinaire Voyage du fakir qui était resté coincé dans une armoire Ikea de Ken Scott
- 2019 : Rebelles d'Allan Mauduit
- 2019 : Venise n'est pas en Italie d'Ivan Calbérac
- 2020 : Cinquième Set de Quentin Reynaud
- 2021 : Le Trésor du Petit Nicolas de Julien Rappeneau
- 2022 : En Plein Feu de Quentin Reynaud
- 2023 : Sentinelle de Hugo Benamozig et David Caviglioli
- 2024 : En tongs au pied de l'Himalaya de John Wax
- 2025 : Ad vitam de Rodolphe Lauga

## Distinctions

### Récompenses
- César 2018 : César de la meilleure photographie pour Au revoir là-haut